# Declan Gallagher
Declan Gallagher (* 13. Februar 1991 in Rutherglen) ist ein schottischer Fußballspieler, der bei Ross County unter Vertrag steht.

## Karriere
Der in Rutherglen geborene Gallagher unterschrieb in jungen Jahren bei Celtic Glasgow und spielte unter anderem für die U-19 des Vereins. Er wurde schnell Stammspieler in der Mannschaft und spielte im Jahr 2010 im Finale des Scottish Youth Cup, das mit einem 2:0-Sieg über die Rangers endete. In der Saison 2010/11 wurde Gallagher an den schottischen Viertligisten FC Stranraer verliehen. Gallagher gab sein Debüt im Oktober 2010 bei einem 9:0-Erfolg über die St. Cuthbert Wanderers in der 2. Runde des schottischen Pokals. Zwei Wochen später traf er bei seinem Debüt in der Liga, bei einem 3:1-Sieg gegen den FC Queen’s Park, als er zum Endstand traf. Mit dem Verein erreichte er während seiner Leihe das Achtelfinale im Pokal und den fünften Tabellenplatz.
Am 9. August 2011 unterzeichnete Gallagher einen Vertrag beim FC Clyde. Für den auch in der vierten Liga vertretenen Verein war er ein Jahr aktiv. In der Saison 2011/12 verpasste Gallagher zehn Spiele wegen einer Verletzung. Am Ende der Saison hatte der Innenverteidiger 26 Ligaeinsätze bestritten und zwei Tore erzielt.
Am 1. Juni 2012 wechselte Gallagher zum Erstligisten FC Dundee, nachdem der Verein infolge der Rangers-Insolvenz von deren Zwangsabstieg profitiert hatte. Gallagher wurde Stammspieler in der ersten Mannschaft und bildete das Zentrum in der Verteidigung zusammen mit Kyle Benedictus. Den Abstieg des Vereins aus der höchsten schottischen Liga am Ende seiner ersten Saison in Dundee konnte er jedoch auch nicht verhindern. Im folgenden Jahr gelang der direkte Wiederaufstieg in die 1. Liga. Gallagher kam dabei an allen 36 Spieltagen zum Einsatz. Eine Vertragsverlängerung in Dundee lehnte er trotzdem ab.
Gallagher unterschrieb daraufhin im Juli 2014 einen Kontrakt beim FC Livingston. Nach einer rechtskräftigen Verurteilung wegen schwerer Körperverletzung und einer einjährigen Gefängnisstrafe spielte Gallagher danach bis 2019 für Livingston.
Ab der Saison 2019/20 spielte er für den Erstligisten FC Motherwell.
Zur Fußball-Europameisterschaft 2021 wurde er in den schottischen Kader berufen, kam aber mit diesem nicht über die Gruppenphase hinaus.

### Inhaftierung
Im April 2013 schlug er in einem Hotel in Blantyre einer Person mit einem Baseballschläger auf den Kopf, die einen Schädelbruch erlitt. Er wurde für die Tat im Juli 2015 zu einer dreijährigen Haftstrafe wegen schwerer Körperverletzung verurteilt. Gallagher und ein Mitangeklagter legten jedoch Berufung gegen ihre Urteile ein und wurden im darauffolgenden Monat gegen Kaution freigelassen. Später saß er eine Gefängnisstrafe von einem Jahr im Castle Huntly ab.